# Serhiy Didukh
Serhiy Igorovich Didukh (Odessa, 31 maggio 1976) è un economista e compositore di scacchi ucraino.

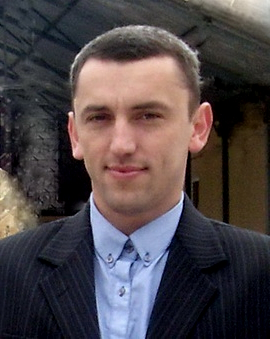
Serhiy Didukh

È Maestro Internazionale FIDE per la composizione scacchistica, ed è considerato uno dei più autorevoli critici nel campo degli studi scacchistici.

## Carriera nella composizione scacchistica
Didukh ha iniziato a comporre studi nei primi anni 2000, ottenendo rapidamente riconoscimenti internazionali. Al 2024, aveva al suo attivo oltre 240 studi pubblicati, molti dei quali hanno ottenuto premi in concorsi internazionali.
Nel Campionato Mondiale Individuale di Composizione (WCCI) 2010–2012 ha ottenuto il primo posto nella Sezione D (Studi). Nel WCCI 2016–2018 si è classificato al 4º posto, mentre nel WCCI 2019–2021 si è classificato al 5º posto.

## Attività critica e influenza
Oltre alla composizione, Didukh è noto per il suo contributo critico alla composizione scacchistica. È noto per il suo stile analitico e per aver fondato il sito Chess Study Art, sul quale pubblica regolarmente recensioni, classifiche e saggi dedicati agli studi moderni.
È inoltre autore della raccolta digitale 100 Memorable Studies.
È conosciuto per le sue rubriche Study of the Year e Top 10 of the Year, così come per articoli tematici quali il post del 2021 “The Year in Review”, in cui analizza gli studi più significativi dell’anno.

## Formazione accademica
Serhiy Didukh è titolare di un PhD e di un Dottorato in Economia. La sua ricerca accademica si concentra sullo sviluppo regionale inclusivo, sugli agglomerati sostenibili e sul ruolo delle holding agricole nella crescita territoriale.